# 屋根裏 (ライブハウス)
屋根裏（やねうら）は、渋谷で創業されたライブハウスで下北沢に店舗を構える。アンティノック・グループに属する。

## 概要・歴史
1975年創業。渋谷センター街と西武百貨店の間に店舗を構えた。ステージに立った有名アーティストは浜田省吾、THE BLUE HEARTS、KENZI & THE TRIPS、BARBEE BOYS、レピッシュ、RCサクセション、P-MODEL、プリズムなど。特にRCサクセションは1980年に4DAYSライブを敢行し、最高動員記録を樹立した。
1986年8月31日、渋谷の店舗を閉店し、下北沢へ移転。ステージに立った有名アーティストはX JAPAN、スピッツ、thee michelle gun elephant、ゆらゆら帝国、Syrup 16g、SNAIL RAMP、スキップカウズ、神聖かまってちゃんなど。なお練習スタジオおよびレコーディングスタジオも併設していた。
1997年9月、渋谷屋根裏がオープン。渋谷パルコパート3近く(宇田川町13-16 国際ビルB館B1F)に店舗を構えた。
2013年6月1日の公演を最後に渋谷屋根裏の営業を休止。さらに2015年3月には下北沢屋根裏も閉店となった。